# Loạn Hoàng Sào
Loạn Hoàng Sào (giản thể: 黄巢之乱; phồn thể: 黃巢之亂; Hán-Việt: Hoàng Sào chi loạn) là cuộc khởi nghĩa nông dân do Hoàng Sào làm thủ lĩnh lãnh đạo, diễn ra vào cuối triều đại Nhà Đường đời Hoàng Đế Đường Hy Tông. Trong số các cuộc khởi nghĩa nông dân vào cuối thời Đường, khởi nghĩa Hoàng Sào là cuộc khởi nghĩa kéo dài nhất và lớn nhất, cũng có ảnh hưởng sâu sắc và lâu dài nhất, khiến quốc lực Đại Đường suy yếu rồi tiến tới sụp đổ vào năm 907.

## Bối cảnh
Từ sau loạn An Sử, nhà Đường bắt đầu suy yếu, quyền lực của các tiết độ sứ trở nên rất lớn. Đạo đức của các tiết độ sứ này lại tỷ lệ nghịch với quyền lực đang ngày càng tăng lên của họ, vì thế nỗi oán hận của người dân cũng tăng lên, phát triển thành một vài cuộc nổi dậy vào giữa thế kỷ thứ 9. Các nông dân nghèo khó, địa chủ và thương nhân chịu thuế nặng, cũng như hoạt động buôn bán muối lậu quy mô lớn tạo nền tảng cho các cuộc nổi dậy chống triều đình trong giai đoạn này. Vương Tiên Chi và Hoàng Sào là hai trong số các thủ lĩnh nổi dậy quan trọng trong giai đoạn này.
Cuối những năm Hàm Thông (860-874) thời Đường Ý Tông, các trận hạn hán hay lũ lụt nghiêm trọng gây ra nạn đói khủng khiếp. Mặc dù vậy, triều đình Đường vẫn không cứu tế cho các nạn dân, các loại thuế không những không giảm mà còn tăng lên để đáp ứng lối sống xa hoa của Đường Ý Tông và các chiến dịch quân sự của triều đình. Do vậy, dân đói tập hợp lại và nổi dậy chống lại sự cai trị của nhà Đường.

## Vương, Hoàng khởi binh
Hoàng Sào là người giỏi cưỡi ngựa bắn cung và văn chương, từng ứng thí trong các kỳ thi khoa cử, song không đỗ đạt. Hoàng Sào trở thành một thương nhân buôn bán muối tư, do triều đình Đường khi đó giữ độc quyền buôn bán muối nên diêm bang của Hoàng Sào nhiều lần phải tiến hành xung đột vũ trang với quân tuần tra của triều đình.
Năm Càn Phù thứ 1 (874) thời Đường Hy Tông, Vương Tiên Chi nổi dậy tại Trường Viên và đến năm 875 thì nhiều lần đánh bại Thiên Bình tiết độ sứ Tiết Sùng (薛崇). Năm Càn Phù thứ 2 (875), Hoàng Sào nổi dậy tại khu vực nay là tây nam huyện Hà Trạch của tỉnh Sơn Đông, với vài nghìn người rồi hợp binh với Vương Tiên Chi.
Năm Càn Phù thứ 3 (876), Vương Tiên Chi đàm phán hòa bình với triều đình Trường An. Đường Hi Tông cử sứ giả đến tuyên bố sách phong Vương Tiên Chi làm quan. Tuy nhiên, Hoàng Sào lại không được phong chức gì, ông tức giận và nói: Ban đầu chúng ta cùng lập đại thệ, hoành hành Thiên hạ. Nay chỉ mình ngươi được nhận chức quan tả quân, 5000 binh sĩ ở đâu biết về đâu? Hoàng Sào đánh vào đầu Vương Tiên Chi đến chảy máu, các binh sĩ nổi dậy cũng đồng thanh phản đối hòa giải. Vương Tiên Chi lo sợ trước cơn thịnh nộ của quân sĩ nên quay sang cướp phá Kì châu. Tuy nhiên, sau đó đội quân nổi dậy bị phân thành hai nhóm, một nhóm khoảng 3000 người theo Vương Tiên Chi, và một nhóm khoảng 2000 người đi theo Hoàng Sào về phía bắc.
Tháng 2 ÂL năm Càn Phủ thứ 4 (877), quân Hoàng Sào đánh chiếm Vận châu, giết chết Tiết độ sứ Tiết Sùng. Sang tháng 3 ÂL, quân Hoàng Sào lại công phá Nghi châu. Vào mùa hè năm 877, Hoàng Sào hội quân với bộ tướng Thượng Nhượng của Vương Tiên Chi tại Tra Nha Sơn. Sang tháng 7 ÂL, hai đội quân của Hoàng Sào và Vương Tiên Chi hợp binh trong một thời gian ngắn và tiến công Bình Lô tiết độ sứ Tống Uy (宋威) tại Tống châu, có ý đồ cắt đứt giao thông trên Đại Vận Hà. Tuy nhiên, một tướng Đường khác là Hữu uy vệ thượng tướng quân Trương Tự Miễn (張自勉) sau đó đem 7000 quân Trung Vũ đến và đánh bại liên quân, Vương Tiên Chi và Hoàng Sào từ bỏ chiến dịch và lại phân binh.
Tháng 2 ÂL năm Càn Phủ thứ 5 (878), Vương Tiên Chi chiến bại trước Chiêu thảo sứ Tăng Nguyên Dụ và bị giết. Thượng Nhượng đem tàn quân của Vương Tiên Chi đến hợp binh với Hoàng Sào tại Bạc châu. Thượng Nhượng đề nghị Hoàng Sào xưng vương, Hoàng Sào quyết định xưng hiệu là Xung Thiên đại tướng quân, cải nguyên "Vương Bá", nhằm thể hiện sự độc lập với triều đình Đường.

## Chuyển chiến Giang Nam
Tháng 3 ÂL năm Càn Phù thứ 5 (878), quân Hoàng Sào tiến công Biện châu và Tống châu. Tuy nhiên, do Đông Nam hành doanh chiêu thảo sứ Trương Tự Miễn kháng cự, quân Hoàng Sào chuyển sang tiến công Vệ Nam, Diệp châu, Dương Trạch. Triều đình Đường điều 3.000 binh lính Nghĩa Thành phòng thủ Y Khuyết và Hổ Lao ở phụ cận đông đô Lạc Dương. Hoàng Sào xuất quân vượt Trường Giang, cùng cựu bộ Vương Trọng Ẩn (王重隱) tương hỗ công chiếm Kiền châu, Cát châu, Nhiêu châu, và Tín châu.
Vào mùa thu năm 878, Hoàng Sào tiến về phía đông bắc và tiến công Tuyên châu, đánh bại Tuyên Thiệp quan sát sứ Vương Ngưng (王凝) tại Nam Lăng, song không thể chiếm được Tuyên châu. Do đó, Hoàng Sào tiếp tục tiến về đông nam và tiến công Chiết Đông, và sau đó, quân Hoàng Sào theo một tuyến đường núi mà tiến công Phúc Kiến vào mùa đông năm 878. Tuy nhiên, trong cuộc hành quân này, quân Hoàng Sào vài lần chiến bại trước các đội quân Trấn Hải do Trương Lân (張璘) và Lương Toản (梁纘) chỉ huy. Sau các trận đánh này, một số tướng lĩnh của quân Hoàng Sào, bao gồm Tần Ngạn (秦彥), Tất Sư Đạc (畢師鐸), Lý Hãn Chi (李罕之), và Hứa Kình (許勍), đầu hàng Trấn Hải tiết độ sứ Cao Biền. Hoàng Sào tiếp tục tiến xa hơn về phương nam, hướng đến vùng Lĩnh Nam.
Vào thời điểm này, Vương Đạc tình nguyện tham gia vào các hoạt động chống lại Hoàng Sào, ông ta được phong làm 'Nam diện hành doanh chiêu thảo đô thống' và Kinh Nam tiết độ sứ, đóng quân phòng thủ tại Giang Lăng. Để đối phó với cuộc nổi dậy của Hoàng Sào, Vương Đạc bổ nhiệm Thái Ninh tiết độ sứ Lý Hệ (李係) làm 'Hành doanh phó đô thống', kiêm Hồ Nam quan sát sứ, ngăn chặn đường tiến về phương bắc của Hoàng Sào, thống lĩnh 5 vạn tinh binh đồn trú tại Đàm châu , mặc dù Lý Hệ không có tài quân sự mà chỉ có gia thế tốt. Trong khi đó, Hoàng Sào viết thư cho Chiết Đông quan sát sứ Thôi Cầu (崔璆) và Lĩnh Nam Đông đạo tiết độ sứ Lý Điều (李迢), xin họ làm trung gian dàn xếp giúp, nói rằng sẽ chịu quy phục triều đình nếu được phong làm Thiên Bình tiết độ sứ. Thôi Cầu và Lý Điều chuyển tiếp đề xuất của Hoàng Sào về Trường An, song Đường Hy Tông từ chối. Hoàng Sào sau đó trực tiếp thượng biểu cho Đường Hy Tông, đề nghị được bổ nhiệm làm Lĩnh Nam Đông đạo tiết độ sứ. Tuy nhiên, do sự phản đối của tể tướng Vu Tông, Đường Hy Tông vẫn tiếp tục từ chối đề xuất của Hoàng Sào, chỉ đồng ý để Hoàng Sào làm 'phủ soái', Hoàng Sào không chấp thuận.
Vào tháng 9 ÂL năm Càn Phù thứ 6 (879), quân Hoàng Sào tiến công Quảng châu- thủ phủ của Lĩnh Nam Đông đạo, chiếm được thành sau một ngày bao vây và bắt giữ Lý Điều. Hoàng Sào đề nghị Lý Điều một lần nữa thượng biểu cho Đường Hy Tông, song lần này Lý Điều từ chối và bị hành quyết. Hoàng Sào phân binh tiến về phía tây chiếm lấy Quế châu, khống chế Lĩnh Nam, tự xưng là 'nghĩa quân đô thống'. Sử gia Ả Rập Abu Zayd Hasan xứ Siraf tường thuật rằng khi quân Hoàng Sào chiếm Quảng châu, họ đồ sát một lượng lớn các thương nhân ngoại quốc cư trú tại đây: người Hồi giáo, Do Thái giáo, Cơ Đốc giáo và Hỏa giáo. Sắc tộc của những người bị giết được tường thuật là người Ba Tư, người Ả Rập và người Do Thái. Tuy nhiên, các nguồn sử liệu Trung Hoa không đề cập đến vụ thảm sát này. Quân Hoàng Sào cũng tàn phá các vườn trồng dâu [để nuôi tằm].

## Bắc phạt
Do không quen với khí hậu nóng ẩm ở Lĩnh Nam, các binh sĩ của Hoàng Sào mắc dịch bệnh, khoảng 30%-40% binh sĩ thiệt mạng. Khi các chư tướng đề xuất nên hành quân về lại phương bắc, Hoàng Sào thấy sĩ khí quân sĩ xuống thấp nên chấp thuận. Hoàng Sào cho kết bè tại Quế châu và xuôi theo Tương Giang tiến đến Đàm châu- thủ phủ của Hồ Nam - vào mùa đông năm 879. Quân Hoàng Sào liên tục hạ Vĩnh châu và Hành châu . Khi quân Hoàng Sào tiến đến Đàm châu, Lý Hệ lo sợ vội đóng cổng thành cố thủ, song Hoàng Sào chỉ mất một ngày để chiếm Đàm châu, máu 10 vạn quân Đường nhuộm đỏ Tương Giang, Lý Hệ chạy trốn đến Lãng châu. Thượng Nhượng thừa thắng truy kích, đem 50 vạn quân tiến sát thủ phủ Giang Lăng của Kinh Nam, nơi Vương Đạc đang trấn thủ. Vương Đạc cũng hoảng sợ và bỏ chạy đến Tương Dương, để lại thành cho thuộc hạ là Lưu Hán Hoành trấn thủ, song ngay khi Vương Đạc dời đi, Lưu Hán Hoành tiến hành binh biến, cướp phá thành và biến binh sĩ dưới quyền thành đội quân cướp bóc.
Hoàng Sào đích thân đi bè theo Tương Giang và qua Giang Lăng để tiến công Tương Dương- thủ phủ của Sơn Nam Đông đạo. Tuy nhiên, Hoàng Sào chiến bại trước liên quân của Sơn Nam Đông đạo tiết độ sứ Lưu Cự Dung (劉巨容) và tướng triều đình là Truy châu thứ sử Tào Toàn Trinh (曹全晸) ở Kinh Môn . Hoàng Sào và Thượng Nhượng thu dư chúng vượt sang Giang Đông chạy trốn, song bị truy kích đến tận Giang Lăng. Tuy nhiên, Lưu Cự Dung lại lo ngại rằng nếu bắt Hoàng Sào thì ông ta sẽ không còn được triều đình xem trọng, vì thế quyết định ngừng lại việc truy kích. Ngay khi Tào Toàn Trinh vượt Trường Giang, triều đình Đường mệnh Thái Ninh đô tướng Đoàn Ngạn Mô (段彥謨) thay thế chức Chiêu thảo sứ của Tào Toàn Trinh, Tào cũng thôi không truy kích. Sau đó, Hoàng Sào tiến về phía đông và tiến công Ngạc châu, và cướp phá 15 châu xung quanh. Tháng 3 ÂL năm Quang Minh thứ 1 (880), Cao Biền phái kiêu tướng Trương Lân vượt sang bờ nam Trường Giang đánh chặn Hoàng Sào, Hoàng Sào thoái thủ Nhiêu châu. Trương Lân thừa thắng tiến quân, đến tháng 5 ÂL, Hoàng Sào lại thoái thủ Tín châu. Do các chiến công của Trương Lân và tiến cử của tể tướng Lô Huề, triều đình Đường cho Cao Biền làm Chư đạo hành doanh binh mã đô thống, thay thế vị trí của Vương Đạc.
Hoàng Sào quyết định hối lộ để thoát khỏi tình thế khó khăn, gửi nhiều vàng cho Trương Lân và viết một lá thư cầu xin Cao Biền, đề nghị được quy phục triều đình. Cao Biền cũng muốn sử dụng thủ đoạn gian trá để bắt Hoàng Sào, đề nghị sẽ tiến cử Hoàng Sào làm tiết độ sứ. Hơn thế nữa, Cao Biền do muốn nhận công lao về phía mình nên triệu hồi quân tiếp viện từ Chiêu Nghĩa, Cảm Hóa, và Nghĩa Vũ. Tuy nhiên, khi biết các đạo quân Đường vượt sang bờ bắc Hoài Hà, Hoàng Sào lập tức tuyệt giao với Trương Lân. Đến tháng 5, quân Hoàng Sào tiến về phía bắc, thừa thắng công chiếm Mục châu, Vụ châu. Cao Biền tức giận và lệnh cho Trương Lân tiến đánh, song lần này, vào mùa xuân năm 880, Hoàng Sào đánh bại dứt khoát và giết chết Trương Lân ở Tín châu, khiến Cao Biền hoảng sợ.
Tháng 6 ÂL, sau khi đánh bại Trương Lân, Hoàng Sào tương kế tiến công Trì châu, Mục châu, Vụ châu, Tuyên châu. Sang tháng 7 ÂL, tại Thái Thạch, quân Hoàng Sào vượt sang bờ bắc Trường Giang. Quân Hoàng Sào bao vây các tiền đồn phòng thủ của Hoài Nam là Thiên Trường và Lục Hợp, không xa đại bản doanh của Cao Biền tại Dương châu. Tất Sư Đạc lúc này đang phụng sự cho Cao Biền, người này đề xuất Cao Biền nên dẫn quân giao chiến với Hoàng Sào, song Cao Biền lại rất sợ giao chiến với Hoàng Sào sau cái chết của Trương Lân, vì thế Cao Biền thượng biểu xin triều đình cứu viện khẩn cấp. Triều đình Đường trước đó kỳ vọng vào thắng lợi của Cao Biền, nay nhận được tin thì hết sức thất vọng và trở nên hoảng sợ. Đường Hy Tông hạ chiếu chỉ cho các quân ở bờ nam Hoàng Hà phái quân đến Ân Thủy để ngăn Hoàng Sào tiến sâu hơn, và cũng khiển Cao Biền cùng Thái Ninh tiết độ sứ Tề Khắc Nhượng ngăn chặn Hoàng Sào. Tuy nhiên, Cao Biền không thể khiến đội quân 15 vạn lính của Hoàng Sào phải dừng lại.
Vào thời điểm này, một cuộc binh biến trong hàng ngũ quân triều đình chấm dứt các nỗ lực kháng cự của họ tại Ân Thủy. Khoảng 3.000 binh sĩ Cảm Hóa quân đang trên đường tiến quân đến Ân Thủy để tham gia phòng thủ ở đó, và khi họ đi qua Hứa châu. Mặc dù các binh sĩ Cảm Hóa vốn có tiếng là thiếu kỉ luật, song Trung Vũ tiết độ sứ Tiết Năng do trước đó từng nhậm chức Cảm Hóa tiết độ sứ nên nghĩ rằng các binh sĩ này sẽ tuân lệnh mình, và cho phép họ ở lại trong thành. Tuy nhiên, đến buổi tối, các binh sĩ Cảm Hóa quân nổi loạn với lý do nguồn lương thực cung cấp cho họ không đủ. Tiết Năng gặp quân Cảm Hóa và cố gắng trấn tĩnh họ, song thái độ khoan dung của Tiết Năng khiến các binh sĩ Trung Vũ quân và người dân Hứa châu tức giận. Chu Ngập khi đó là người dẫn các binh sĩ Trung Vũ quân tiến đến Ân Thủy, song ông ta quay sang tiến công và đồ sát các binh sĩ Cảm Hóa quân, các binh sĩ cũng sát hại Tiết Năng cùng gia quyến. Sau đó, Chu Ngập xưng là tiết độ sứ, Tề Khắc Nhượng lo ngại rằng Chu Ngập sẽ tiến công mình nên rút khỏi Ân Thủy và triệt thoái về Thái Ninh. Đáp lại, quân sĩ các quân khác đóng tại Ân Thủy tan rã, mở rộng đường cho Hoàng Sào. Hoàng Sào vượt sang bờ bắc Hoài Hà, và từ thời điểm này, quân của Hoàng Sào dừng hành vi cướp bóc của cải, song cưỡng ép nhiều tráng niên tòng quân để tăng cường lực lượng.

## Tiến về Trường An
Cao Biền sợ hãi trước uy thế của quân Hoàng Sào, thủ Dương châu bảo tồn thực lực, nhiều châu huyện cũng đầu hàng quân Hoàng Sào. Bắt đầu vào mùa đông năm 880, Hoàng Sào tiến quân hướng Lạc Dương và Trường An, ông tuyên bố mục tiêu của mình là bắt Đường Hy Tông để hoàng đế phải chịu trách nhiệm cho tội ác của mình. Tề Khắc Nhượng được triều đình giao phó ngăn cản Hoàng Sào tiến đến Lạc Dương. Các đại thần Đậu Lô Triện và Thôi Hàng nhận định rằng quân triều đình không thể ngăn chặn Hoàng Sào tiến về Lạc Dương và Trường An, vì thế họ thỉnh Đường Hy Tông chuẩn bị chạy trốn đến Tây Xuyên. Tuy nhiên, Đường Hy Tông vẫn khiển Trương Thừa Phạm cùng Vương Sư Hội và Triệu Kha suất Thần Sách quân đi trấn thủ Đồng Quan nằm giữa Lạc Dương và Trường An, tuy nhiên các binh sĩ Thần Sách quân được trang bị kém và thiếu kinh nghiệm. Đến tháng 10 ÂL, quân Hoàng Sào công hãm Thân châu, nhập Dĩnh châu, Tống châu, Từ châu, Duyện châu. Tháng 11 ÂL, quân Hoàng Sào đến Nhữ châu, đến ngày 17 thì công hạ đông đô Lạc Dương, lưu thủ Lưu Doãn Chương (劉允章) suất bá quan nghênh tiếp quân Hoàng Sào.
Sau đó, Tề Khắc Nhượng tái tập hợp binh sĩ và tiến đến vùng lân cận Lạc Dương, song sức mạnh của Hoàng Sào ngày càng tăng, vì thế ông ta quyết định triệt thoái đến Đồng Quan để ngăn Hoàng Sào tiến về kinh thành. Tại thời điểm đó, Tề Khắc Nhượng vẫn có hơn 1 vạn lính, song binh sĩ của ông không có nguồn cung cấp lương thực. Khi Đường Hy Tông phái Trương Thừa Phạm (張承範) suất vài nghìn binh đến hiệp trợ Tề Khắc Nhượng, song Trương Thừa Phạm bày tỏ phản đối do cả hai đội quân đều không có nguồn cung cấp lương thực; Đường Hy Tông tuy vậy vẫn phái Trương Thừa Phạm đi, nói rằng lương thực sẽ đến sau, song trên thực tế là không có. Vào ngày 4 tháng 1, 881, quân tiếp viện của Trương Thừa Phạm đến Đồng Quan, quân tiền phong của Hoàng Sào cũng tiến đến. Quân của Tề Khắc Nhượng và quân của Hoàng Sào giao chiến suốt buổi sáng, thoạt đầu ông có thể chống lại quân Hoàng Sào. Tuy nhiên, đến buổi trưa, quân của Tề Khắc Nhượng bị đói nên tan rã, các binh sĩ dẫm nát Cấm Khanh (禁坑), một thung lũng được đặt đầy chông gai nhằm tạo thành vành đai phòng thủ cho Đồng Quan, các chông gai bị phá hủy và quân Hoàng Sào có thể tiến công Đồng Quan. Tề Khắc Nhượng chạy trốn, trong khi Trương Thừa Phạm tiếp tục trấn giữ Đồng Quan, song đến ngày 3 tháng 12 (ÂL) thì Đồng Quan thất thủ.
Sang ngày 4 ÂL, quân Hoàng Sào công hạ Hoa châu, tiếp đến là Bá Thượng. Điền Lệnh Tư và thượng thư Thôi Hàng (崔沆) đề xuất Đường Hy Tông thực hiện kế hoạch dự phòng là chạy đến Tam Xuyên. Đường Hy Tông từ chối và lệnh cho Điền Lệnh Tư đưa cấm quân đi phòng thủ Đồng Quan, Điền Lệnh Tư tuyển mộ được một số tân binh, phái số binh sĩ ít kinh nghiệm nhưng được trang bị tốt này ra mặt trận, song khi họ đến nơi thì Đồng Quan thất thủ. Binh sĩ từ Bác Dã quân và Phượng Tường quân, cũng được triều đình Đường cử ra tiền tuyến cứu viện Trương Thừa Phạm, các binh sĩ này tức giận vì các tân binh của Điền Lệnh Tư được trang bị tốt (bao gồm quần áo ấm), vì thế tiến hành binh biến và nghe theo chỉ dẫn của quân Hoàng Sào. Đường Hi Tông và Điền Lệnh Tư từ bỏ Trường An và chạy hướng đến Tây Xuyên vào ngày 5 tháng 12 ÂL (tức 8 tháng 1 năm 881 DL).

## Chiếm cứ Trường An
Cũng trong ngày Đường Hy Tông chạy trốn, tướng tiên phong Sài Tồn (柴存) của quân Hoàng Sào tiến vào Trường An, Kim ngô đại tướng quân của Đường là Trương Trực Phương cùng một số quan văn võ nghênh tiếp đại quân Hoàng Sào nhập thành. Thượng Nhượng tuyên bố với người dân Trường An rằng: "Hoàng Vương khởi binh là vì bách tính, không như họ Lý khi trước không yêu thương dân chúng, hãy an cư đừng sợ hãi". Hoàng Sào hạ lệnh phát tán tài vật cho người nghèo nhằm giành được sự ủng hộ của bách tính song không phái đại quân truy kích Đường Hy Tông. Tuy nhiên, mặc dù Thượng Nhượng đảm bảo rằng tài sản của dân chúng sẽ được tôn trọng, song quân lính của Hoàng Sào nhiều lần cướp bóc trong kinh thành, Hoàng Sào và Thượng Nhượng không ngăn cản nổi. Hoàng Sào chuyển đến sống trong hoàng cung của triều Đường, cũng hạ lệnh đồ sát các thành viên hoàng tộc Đường đang nằm trong tay quân nổi dậy.
Tháng 11 năm Quảng Minh thứ 1 (tức 16 tháng 1 năm 881 DL), Hoàng Sào tức vị ở Hàm Nguyên điện, đặt quốc hiệu là Đại Tề, đặt niên hiệu là Kim Thống. Ông lập Tào thị làm hoàng hậu, bổ nhiệm Thượng Nhượng là thái úy kiêm trung thư lệnh, Triệu Chương là thị trung, quan lại cũ của triều Đường là Thôi Cầu và Dương Hi Cổ được bổ nhiệm làm 'đồng bình chương sự'; Mạnh Khải và Cái Hồng là tả hữu bộc xạ; Phí Truyền Cổ là xu mật sứ, Bì Nhật Hưu là 'hàn lâm học sĩ'. Thoạt đầu, Hoàng Sào muốn duy trì cấu trúc triều đình Đường, ông cho các quan nguyên triều thuộc hàng tứ phẩm trở xuống được tiếp tục tại nhiệm miễn là họ thể hiện quy phục, loại bỏ các quan lại hàng tam phẩm trở lên. Các quan lại triều Đường không quy phục bị hành hình tập thể. Hoàng Sào cũng cố gắng thuyết phục các tướng Đường ở phiên trấn quy phục, và có một số người chấp thuận như Gia Cát Sảng, Vương Kính Vũ, Vương Trọng Vinh, và Chu Ngập, song cuối cùng những người này lại quay về trung thành với Đường. Hoàng Sào cũng cố gắng thuyết phục Phượng Tường tiết độ sứ Trịnh Điền quy phục, song Trịnh Điền từ chối. Hoàng Sào sau đó khiển Thượng Nhượng và Vương Bá (王播) đi đánh chiếm Phượng Tường, song quân Đại Tề chiến bại vào mùa xuân năm 881.
Tướng Đường là Trịnh Điền tiếp tục kháng cự Đại Tề ở Phượng Tường, vì thế vào mùa xuân năm 881, Hoàng Sào khiển Thượng Nhượng và Vương Bá (王播) suất 5 vạn quân tiến công Trịnh Điền. Quân Đại Tề xem nhẹ Trịnh Điền, tuy nhiên Trịnh Điền cùng với Đường Hoằng Phu (唐弘夫) giăng bẫy quân Đại Tề ở Long Vĩ pha, kết quả là quân Đại Tề bị tiêu diệt. Sau đó, Trịnh Điền truyền hịch kêu gọi binh lính toàn Đại Đường tiến công Đại Tề. Theo ghi chép thì nhờ tuyên bố của Trịnh Điền mà người dân Đại Đường mới biết rằng Đường Hy Tông vẫn còn sống. Trong khi đó, tại Trường An có người viết thơ châm biếm các quan lại Đại Tề ở cửa Thượng thư tỉnh. Thượng Nhượng tức giận, khoét mắt các đầy tớ làm việc tại tỉnh và cho treo ngược họ, trong khi bắt tất cả những người có tài làm thơ trong thành, sát hại khoảng 3.000 người trong số họ.
Sau khi Trịnh Điền chiến thắng quân Đại Tề, các tiết độ sứ, bao gồm cả Trịnh Điền và đồng minh Đường Hoằng Phu (唐弘夫), Vương Trọng Vinh, Vương Xử Tồn và Thác Bạt Tư Cung hội quân gần Trường An vào mùa hè năm 881, hy vọng có thể nhanh chóng chiếm được thành. Do người dân Trường An quay sang tiến hành kháng cự lại quân Đại Tề ngay trong thành, Hoàng Sào buộc phải rút quân ra ngoài thành. Tuy nhiên, khi quân Đường tiến vào Trường An, họ đánh mất kỷ luật và tiến hành cướp bóc kinh thành. Quân Đại Tề sau đó phản công vào ban đêm và đánh bại quân Đường tại Trường An, giết chết Kính Nguyên tiết độ sứ Trình Tông Sở (程宗楚) và Đường Hoằng Phu, các tướng Đường khác phải triệt thoái khỏi Trường An. Hoàng Sào lại tiến vào Trường An, và do tức giận trước việc người dân Trường An hiệp trợ cho quân Đường, Hoàng Sào hạ lệnh tiến hành đồ sát dân chúng. Sau đó, Trịnh Điền buộc phải trốn chạy do Phượng Tường có binh biến, quân Đường tại Quan Trung trong một thời gian không thể hiệp đồng và tái chiếm Trường An.
Vào mùa xuân năm 882, Đường Hy Tông khi đó đang ở Thành Đô, bổ nhiệm Vương Đạc là Chư đạo hành doanh đô thống, giám sát các chiến dịch chống Đại Tề. Sau đó, quân Đường bắt đầu tập hợp lại tại khu vực quanh Trường An, và khu vực do Đại Tề kiểm soát nay chỉ giới hạn tại Trường An và những nơi ngay sát thành, cùng với Đồng châu (同州) và Hoa châu (華州)- nay đều thuộc Vị Nam. Hoạt động canh tác bị gián đoạn do chiến tranh, vì thế khu vực Quan Trung xảy ra nạn đói, cả quân Đường và quân Đại Tề đều phải dùng thịt người làm quân lương. Đến tháng 9 năm 882, Đồng châu phòng ngự sứ Chu Ôn của Đại Tề giao chiến với Vương Trọng Vinh, tuy nhiên Chu Ôn thất bại và đầu hàng, được Đường bổ nhiệm làm 'hữu kim ngô đại tướng quân', ban tên là Toàn Trung. Vào mùa đông năm 882, Hoa châu cũng rơi vào tay quân Đường, lãnh thổ Đại Tề nay chỉ còn giới hạn tại Trường An.
Tuy nhiên, vào thời điểm này, quân Đường vẫn không thực sự nỗ lực để tái chiếm Trường An. Trong khi đó, theo đề xuất của Hành doanh đô giám Dương Phục Quang, Vương Đạc cũng ban chiếu chỉ xá tội cho tù trưởng Sa Đà-cựu phản tướng Lý Khắc Dụng, lôi kéo Lý Khắc Dụng tiến công Đại Tề, Lý Khắc Dụng chấp thuận và suất hơn 1 vạn quân đến Đồng châu vào mùa đông năm 882 và hợp binh với các đội quân Đường khác. Vào mùa xuân năm 883, quân Đường đánh bại 15 vạn quân Đại Tề do Thượng Nhượng thống soái, sau đó tiếp cận Trường An. Trong khi đó, các tướng Đại Tề là Vương Phan (王璠) và Hoàng Quỹ (黃揆, em của Hoàng Sào) tái chiếm Hoa châu, song sau lại bị Lý Khắc Dụng bao vây. Hoàng Sào phái Thượng Nhượng đi giải vây cho Hoa châu. Vào tháng 4 năm Trung Hòa thứ 3 (883), Lý Khắc Dụng tiến vào Trường An, Hoàng Sào không thể kháng cự nổi nên từ bỏ Trường An và chạy trốn về phía đông. Quân Hoàng Sào vừa chạy vừa rải vàng bạc châu báu dọc đường, quân Đường tranh nhau nhặt nên không thể đuổi kịp quân Hoàng Sào.

## Bại vong
Hoàng Sào tiến về Phụng Quốc và sai tướng Mạnh Khải làm tiên phong tiến công Thái châu - thủ phủ của Phụng Quốc. Phụng Quốc tiết độ sứ Tần Tông Quyền chiến bại trước Mạnh Khải và quyết định mở cổng thành quy phục Hoàng Sào, hợp binh với quân Hoàng Sào. Sau khi đánh bại Tần Tông Quyền, đến tháng 6 ÂL, Mạnh Khải tiến công Trần châu, song gặp phải phản kháng mãnh liệt của Trần châu thứ sử Triệu Thù và tử trận. Trước việc Mạnh Khải tử trận, Hoàng Sào rất tức giận, dẫn quân của mình và Tần Tông Quyền đi bao vây Trần châu, song không thể chiếm được thành sau gần 300 ngày bao vây. Do quân lính cạn kiệt nguồn cung lương thực, Hoàng Sào cho phép họ đi đến các vùng lân cận, bắt người dân để dùng làm quân lương, theo mô tả trong "Cựu Đường thư" thì mỗi ngày quân Hoàng Sào giết vài nghìn người.
Trong khi đó, vào mùa xuân năm 884, lo sợ sẽ thành mục tiêu kế tiếp của Hoàng Sào, các tiết độ sứ Chu Ngập, Thì Phổ và Chu Toàn Trung cùng xin Lý Khắc Dụng cứu viện, Lý Khắc Dụng điều 5 vạn quân tiến về phía nam Hoàng Hà. Sau khi quân Lý Khắc Dụng hợp binh với quân của Chu Ngập, Thì Phổ, Chu Toàn Trung và Tề Khắc Nhượng, quân triều đình đánh bại Thượng Nhượng tại Thái Khang, đánh bại Hoàng Tư Nghiệp tại Tây Hoa. Hoàng Sào lo sợ, từ bỏ việc bao vây Trần châu và triệt thoái về Dương Lý. Do doanh trại bị một trận lụt phá hủy, Hoàng Sào quyết định tiến về Biện châu- thủ phủ của Tuyên Vũ quân, Thượng Nhượng đem 5 vạn tinh binh trực tiếp uy hiếp Đại Lương. Chu Toàn Trung đẩy lui được các đợt tiến công ban đầu của Hoàng Sào, song ông ta vẫn khẩn cấp cầu viện Lý Khắc Dụng. Lý Khắc Dụng cho rằng Hoàng Sào sẽ vượt sang bờ bắc Hoàng Hà, vì thế tiến công vào Vương Mãn Độ và tiêu diệt quân Hoàng Sào. Thượng Nhượng đầu hàng Thì Phổ, các tướng khác như Lý Đảng, Cát Tùng Chu, Dương Năng, Hoắc Tồn, Trương Quy Bá, Trương Quy Hậu, Trương Quy Biện thì đầu hàng Chu Toàn Trung. Bị Lý Khắc Dụng truy kích, Hoàng Sào cùng tàn binh chạy về phía đông bắc. Tuy nhiên, do quân lính trở nên kiệt sức, Lý Khắc Dụng ngừng truy kích Hoàng Sào và trở về Biện châu.
Tàn binh Hoàng Sào gồm gần 1.000 người tiến đến Duyện châu - thủ phủ của Thái Ninh. Ngày 15 tháng 6 ÂL, Tiết độ sứ Thì Phổ phái Lý Sư Duyệt (李師悅) cùng Thượng Nhượng đem vạn lính đến giao chiến với Hoàng Sào tại Duyện châu, kết quả là quân Hoàng Sào chiến bại và bị tiêu diệt gần hết, bản thân Hoàng Sào chạy trốn đến Lang Hổ Cốc. Ngày 17 tháng 6 ÂL (13 tháng 7 năm 884 DL), cháu của Hoàng Sào là Lâm Ngôn (林言) giết chết Hoàng Sào cùng huynh đệ và thê tử, đem thủ cấp của họ đến trình Thì Phổ. Tuy nhiên, trên đường đến trại của Thì Phổ, Lâm Ngôn chạm trán với quân Sa Đà và Bác Dã, quân Sa Đà và Bác Dã giết chết Lâm Ngôn và đem các thủ cấp đến trình Thì Phổ. (Tuy nhiên, theo mô tả trong Tân Đường thư, Hoàng Sào tự sát và chỉ thị cho Lâm Ngôn đem thủ cấp của mình đến đầu hàng, mục đích là để cứu sống các binh sĩ.)